# Chocolate (serie de televisión)
Chocolate (Hangul: 초콜릿, RR: Chokolit), es una serie de televisión surcoreana transmitida del 29 de noviembre del 2019 hasta el 18 de enero del 2020, a través de JTBC.

## Historia
La serie sigue a Lee Kang, un neurocirujano que alguna vez soñó con ser cocinero y a Moon Cha-yeong, una chef de cocina italiana de fama mundial.
Cuando era pequeña Cha-young conoció a Lee Kang en un pequeño restaurante en la ciudad costera. Ahí, Kang cocinó y le sirvió una comida, lo que en parte la inspiró a convertirse en una chef. 
Muchos años después, los dos se encuentran nuevamente en una sala de cuidados paliativos. En el proceso ambos curarán sus cicatrices emocionales del pasado y cocinarán para los pacientes que están ahí. También deberán afrontar sus sentimientos.

## Reparto

### Personajes principales[7]
| Actor                                    | Personaje                                                         | N.º de episodios | Notas |
| ---------------------------------------- | ----------------------------------------------------------------- | ---------------- | --- |
| Yoon Kye-sang Oh Ja-hun                  | Lee Kang (de adulto) Lee Kang (de niño)                           | 16 -             | [ 8 ] [ 9 ] |
| Ha Ji-won Kim Bo-min                     | Moon Cha-yeong (de adulta) Moon Cha-yeong (de niña)               | 16 -             | [ 10 ] [ 11 ] |
| Jang Seung-jo Seo Dong-hyun Kang Tae-ung | Lee Joon (de adulto) Lee Joon (de adolescente) Lee Joon (de niño) | 16 1 -           | Es un neurocirujano con un gran ego que no acepta perder y que constantemente está compitiendo contra su primo, Lee Kang. |
| Yoo Tae-o                                | Kwon Min-seong                                                    | 1-4, 16          | Es un abogado y mejor amigo de Lee Kang.                                                                                  |
| Min Jin-woong Kim Min-joon               | Moon Tae-hyun (de adulto) Moon Tae-hyun (de niño)                 | -                | Es el hermano gemelo de Moon Cha-yeong.                                                                                   |

### Personajes recurrentes
| Actor         | Personaje       | N.º de episodios | Notas                                        |
| ------------- | --------------- | ---------------- | -------------------------------------------- |
| Kim Won-hae   | Kwon Hyeon-seok | -                | Es el padre de Kwon Min-seong.               |
| Kim Ho-jung   | Han Seon-ae     | -                | Es la exesposa de Kwon Hyeon-seok.           |
| Kang Boo-ja   | Han Yong-seol   | -                | Es la abuela de Lee Kang y Lee Joon.         |
| Lee Jae-ryong | Lee Seung-hoon  | -                | Es el padre de Lee Joon y el tío de Lee Kang |
| Kim Sun-kyung | Yoon Hye-mi     | -                | Es la madre de Lee Joon.                     |
| Lee Eon-jung  | Jeong Soo-hee   | -                | Es la madre de Lee Kang.                     |
| Yoon Ye-hee   | Lee Seo-hoon    | -                | Es la tía de Lee Kang.                       |
| Yeom Hye-ran  | Ha Young-shil   | -                | Es una enfermera en jefe del hospicio.       |
| Lee Ju-yoen   | Bae Na-ra       | -                | Es una enfermera del hospicio.               |

### Otros personajes
| Actor                      | Personaje                                          | Episodio donde apareció | Notas                                             |
| -------------------------- | -------------------------------------------------- | ----------------------- | ------------------------------------------------- |
| Jang Duk-joo               | Ha Dong-goo                                        | -                       | Es un pescador.                                   |
| Lee Hyo-bin                | Kim In-joo                                         | -                       | Es la prometida de Kwon Min-seong.                |
| Park Ock-chool             | Señora Park                                        | -                       | Es una enfermera.                                 |
| Kang Yun-jung              | Jang Yu-suk                                        | 1                       |                                                   |
| Choi Sung-won              | -                                                  | 1                       | Es el exnovio de Jang Yu-suk.                     |
| Yoo Ji-soo                 | -                                                  | -                       | Es la gerente del restaurante.                    |
| Ahn Chang-hwan             | Seo Kang-ho                                        | 2                       |                                                   |
| Kim Hye-jung               | -                                                  | -                       | Es una mucama.                                    |
| Lee Chan-yoo               | Yun Min-yong                                       | -                       |                                                   |
| Woo Sung-min               | Yun Ji-yong                                        | -                       |                                                   |
| Lee Han-seo                | Ye Sol                                             | -                       |                                                   |
| Lee Yong-yi                | Jang Suk-ja                                        | -                       |                                                   |
| Jeon Sung-ae               | Bong Yong-sun                                      | -                       |                                                   |
| Kim Ja-young               | -                                                  | 4                       | Es la abuela de Yun Ji-yong.                      |
| Oh Young-soo               | Mr. Kim                                            | 5                       |                                                   |
| Choi Ga-in                 | Kim Ha-young                                       | 5, 7                    |                                                   |
| Lee Moo-saeng              | Jung Se-yun                                        | 5-6, 8                  | Es un profesor y el esposo de Kim Hee-ju.         |
| Geum Hyo-min Shin Ha-young | Kim Hee-ju (de adulta) Kim Hee-ju (de adolescente) | 5-8 7                   | [ 15 ]                                            |
| Yang Yoo-ho (주호)         | -                                                  | 5, 7, 10                | Es el esposo de Kim Ha-young.                     |
| Yoon Boo-jin               | Gyung Su                                           | 5, 14                   |                                                   |
| Kim Bi-bi                  | Yang Sung-hee                                      | 6                       |                                                   |
| Yook Mi-ra                 | -                                                  | 6                       | Es la esposa del presidente Jo.                   |
| Jeon Woon-jong             | -                                                  | 8                       | Es un detective.                                  |
| Lee Sae-yoon               | Yun Sung-eun                                       | 8                       |                                                   |
| Won Geun-hee               | -                                                  | 8                       | Es el cuñado de Han Yong-seol.                    |
| Yoon Kap-soo               | -                                                  | 9                       | Es un miembro de la junta directiva del hospital. |
| Yoo In-soo                 | Jo Seung-gu                                        | 9-11                    | Es el hermano de Michael.                         |
| Kim Mi-hwa                 | Gwang Suk                                          | 9-13                    | Es la madre biológica de Michael.                 |
| Hong Suk-youn              | -                                                  | 11, 14                  | Es el abuelo de Ye Sol.                           |
| Jeon Seok-ho               | Min Dae-shik                                       | 11, 14-15               | Es el exnovio de Ha Young-shil y un paciente.     |
| Kim Yu-bin                 | Oh Jung-bok                                        | -                       |                                                   |
| Kim Jae-rok                | -                                                  | -                       | Es el primo de Ha Yeong-sil.                      |
| Maeng Bong-hak             | Mr. Im                                             | 12                      |                                                   |
| Yoon Bo-ra                 | Hui Na                                             | 13-16                   |                                                   |
| Choi Moo-in                | -                                                  | 14                      | Es el padre de Bae Na-ra.                         |
| Kim Myung-joong            | -                                                  | 14                      | Es el dueño de la pensión.                        |
| Eom Ji-man                 | -                                                  | 15                      | Es un detective.                                  |
| Lee Ji-yeon                | Song Yeo-jin                                       | 16                      |                                                   |

## Episodios
La serie está conformada por 16 episodios, los cuales fueron emitidos todos los viernes y sábados a las 23:00 (KST).

### Raitings
Los números en azul indican los episodios con las puntuaciones más altas, mientras que los números en rojo indican los episodios con menor calificación.
| Episodio | Fecha de emisión        | Participación promedio de audiencia | Participación promedio de audiencia | Participación promedio de audiencia |
| Episodio | Fecha de emisión        | AGB Nielsen                         | AGB Nielsen                         |                                     |
| Episodio | Fecha de emisión        | Nationwide                          | Seúl                                |                                     |
| -------- | ----------------------- | ----------------------------------- | ----------------------------------- | ----------------------------------- |
| 1        | 29 de noviembre de 2019 | 3.475%                              | 4.243%                              |                                     |
| 2        | 30 de noviembre de 2019 | 4.364%                              | 5.280%                              |                                     |
| 3        | 6 de diciembre de 2019  | 4.316%                              | 4.745%                              |                                     |
| 4        | 7 de diciembre de 2019  | 4.603%                              | 5.370%                              |                                     |
| 5        | 13 de diciembre de 2019 | 4.372%                              | 4.963%                              |                                     |
| 6        | 14 de diciembre de 2019 | 4.173%                              | 4.243%                              |                                     |
| 7        | 20 de diciembre de 2019 | 4.265%                              | 4.560%                              |                                     |
| 8        | 21 de diciembre de 2019 | 4.230%                              | 4.291%                              |                                     |
| 9        | 27 de diciembre de 2019 | 4.142%                              | 4.794%                              |                                     |
| 10       | 28 de diciembre de 2019 | 3.812%                              | 4.367%                              |                                     |
| 11       | 3 de enero de 2020      | 4.177%                              | 4.615%                              |                                     |
| 12       | 4 de enero de 2020      | 4.205%                              | 4.717%                              |                                     |
| 13       | 10 de enero de 2020     | 3.804%                              | 4.317%                              |                                     |
| 14       | 11 de enero de 2020     | 4.215%                              | 4.917%                              |                                     |
| 15       | 17 de enero de 2020     | 3.778%                              | 3.982%                              |                                     |
| 16       | 18 de enero de 2020     | 4.579%                              | 5.071%                              |                                     |
| Promedio | Promedio                | 4.157%                              | 4.655%                              |                                     |

## Música
El OST de la serie está conformado por 10 canciones:

### Parte 1
| No. | Intérpretes | Canción                  | Letra          | Música                                      | Duración |
| --- | ----------- | ------------------------ | -------------- | ------------------------------------------- | -------- |
| 1   | Seventeen   | "Sweetest Thing"         | Kiggen y ESBEE | Kiggen, ESBEE, The Apple of My Eye y BYMORE | 3:39     |
| 2   | -           | "Sweetest Thing" (Inst.) | -              | Kiggen, ESBEE, The Apple of My Eye y BYMORE | 3:39     |

### Parte 2
| N.º | Intérpretes     | Canción                             | Letra                   | Música                | Duración |
| --- | --------------- | ----------------------------------- | ----------------------- | --------------------- | -------- |
| 1   | Car, the Garden | "Tree" (나무 - Chocolate OST Ver.)  | Car, the Garden y Youra | Car, the Garden y 623 | 3:47     |
| 2   | -               | "Tree" (Chocolate OST Ver.) (Inst.) | -                       | Car, the Garden y 623 | 3:47     |

### Parte 3
| No. | Intérprete   | Canción                  | Letra         | Música                   | Duración |
| --- | ------------ | ------------------------ | ------------- | ------------------------ | -------- |
| 1   | Jung Jin-woo | "Always Be Here"         | Jung Ye-kyung | Jung Ye-kyung e ID:Earth | 3:35     |
| 2   | -            | "Always Be Here" (Inst.) | -             | Jung Ye-kyung e ID:Earth | 3:35     |

### Parte 4
| No. | Intérprete | Canción                  | Letra         | Música                   | Duración |
| --- | ---------- | ------------------------ | ------------- | ------------------------ | -------- |
| 1   | Ha Jin     | "Always Be Here"         | Jung Ye-kyung | Jung Ye-kyung e ID:Earth | 3:35     |
| 2   | -          | "Always Be Here" (Inst.) | -             | Jung Ye-kyung e ID:Earth | 3:35     |

### Parte 5
| No. | Intérprete | Canción                             | Letra           | Música     | Duración |
| --- | ---------- | ----------------------------------- | --------------- | ---------- | -------- |
| 1   | Ailee      | "Just Look For You" (그저 바라본다) | Kim Ji-soo y JK | Kim Ji-soo | 3:42     |
| 2   | -          | "Just Look For You" (Inst.)         | -               | Kim Ji-soo | 3:42     |

### Parte 6
| No. | Intérprete | Canción                              | Letra         | Música                                     | Duración |
| --- | ---------- | ------------------------------------ | ------------- | ------------------------------------------ | -------- |
| 1   | Kassy      | "Greeting (From. Chocolate)" (마중)  | Hwang Seok-ju | Seo Jae-ham Cho Young-soo y Kim Young-sung | 3:26     |
| 2   | -          | "Greeting (From. Chocolate)" (Inst.) | -             | Seo Jae-ham Cho Young-soo y Kim Young-sung | 3:26     |

### Parte 7
| No. | Intérprete | Canción                             | Letra                    | Música                   | Duración |
| --- | ---------- | ----------------------------------- | ------------------------ | ------------------------ | -------- |
| 1   | Yubin      | "Special (From. Chocolate)"         | Jung Ye-kyung e ID:Earth | Jung Ye-kyung e ID:Earth | 3:33     |
| 2   | -          | "Special (From. Chocolate)" (Inst.) | -                        | Jung Ye-kyung e ID:Earth | 3:33     |

### Parte 8
| No. | Intérprete        | Canción                            | Letra        | Música       | Duración |
| --- | ----------------- | ---------------------------------- | ------------ | ------------ | -------- |
| 1   | Hui (de Pentagon) | "Alone (From. Chocolate)" (짝사랑) | Soulder Gang | Soulder Gang | 3:49     |
| 2   | -                 | "Alone (From. Chocolate)" (Inst.)  | -            | Soulder Gang | 3:49     |

### Parte 9
| N.º | Intérprete  | Canción                                           | Letra         | Música                      | Duración |
| --- | ----------- | ------------------------------------------------- | ------------- | --------------------------- | -------- |
| 1   | Ha Ji-woong | "I'll Be Going (From. Chocolate)" (먼저 가볼게요) | Jung Ye-kyung | Jung Ye-kyung y Ha Ji-woong | 4:16     |
| 2   | -           | "I'll Be Going (From. Chocolate)" (Inst.)         | -             | Jung Ye-kyung y Ha Ji-woong | 4:16     |

### Parte 10
| N.º | Intérprete  | Canción                              | Letra         | Música        | Duración |
| --- | ----------- | ------------------------------------ | ------------- | ------------- | -------- |
| 1   | Stella Jang | "Right Time and Right Place"         | Jung Ye-kyung | Jung Ye-kyung | 3:54     |
| 2   | -           | "Right Time and Right Place" (Inst.) | -             | Jung Ye-kyung | 3:54     |

## Producción
Fue dirigida por Lee Hyung-min, quien contó con el guionista Lee Kyung-hee, mientras que la producción estuvo a cargo de Pyo Jong-rok.
La serie fue filmada en Corea del Sur y Grecia.
Contó con el apoyo de la compañía de producción "JYP Pictures", y fue distribuida por JTBC.